# Arnó Stern
Pour les articles homonymes, voir Stern.
Ne doit pas être confondu avec Arno Stern.
Arnó Stern, né le 12 août 1888 à Łódź et mort le 23 août 1949 à Rome, est un peintre Juif polonais. Il connait son plus grand succès en Belgique, où il réside de 1923 à 1940.

## Biographie
Le peintre Arnó Stern est né le 12 août 1888 à Łódź, grande ville industrielle de Pologne, dans un milieu juif très religieux. À l’instar de la grande majorité des familles juives de Łódź, les Stern sont actifs dans l’industrie du textile. Il rompt avec sa famille et va suivre des cours d'art plastique à l'Académie des Beaux-Arts de Varsovie avant de parfaire sa technique à Paris. Fin 1915, Arno Stern se réfugie en Suisse, à Genève, où il rencontre Clara Speckel, une étudiante milanaise, qu'il épouse en 1917, avant de s'installer en Italie. Le couple se sépare peu après et Arno Stern va vivre à Londres où il expose avec succès. 
Il arrive en Belgique en juillet 1923, sur invitation du groupe artistique et littéraire La Lanterne Sourde. Il s'installe en Belgique et expose à maintes reprises dans les galeries d'art avant-gardistes de la capitale belge, Bruxelles, essentiellement des grands portraits d’hommes et de femmes, dans un style modérément cubiste. Vers 1929, il rencontre Claudia Astrologo, une jeune violoniste romaine, membre de l'Orchestre national de Belgique. 
Tout comme la plupart des artistes et intellectuels du moment, la crise de 1929 va l'affecter gravement. L'emploi stable de son épouse permet toutefois de subvenir aux besoins du ménage.
En mai 1940, peu après l'invasion du pays par l'armée allemande, Stern quitte la Belgique pour le sud de la France. Arrêté à Toulouse, il connaîtra les camps de concentration sous administration française.
Après-guerre, il suit sa compagne à Rome mais souhaite ardemment retourner en Belgique. Il se voit toutefois interdit d'y revenir et il meurt d'un cancer du foie à Rome en 1949. Une rétrospective lui est consacrée au Musée juif de Belgique en 2009.